# Geneticina
La geneticina (G418) è un antibiotico aminoglicosidico che presenta una struttura simile alla gentamicina B1. Il composto è sintetizzato da Micromonospora rhodorangea. Il G418 lega la subunità 80S del ribosoma bloccando la fase di allungamento della sintesi proteica, in cellule sia procariote sia eucariote.

## Uso in biologia cellulare
La resistenza al G418 è conferita dal gene neo (Tn5 aph2) che codifica per un enzima con attività aminoglicoside 3'-fosfotrasferasica (APT), comunemente inserito in plasmidi per espressione genica per consentire la selezione di linee cellulari trasfettate stabilmente. Molti plasmidi di espressione disponibili in commercio contengono neo come marcatore selezionabile. APT è in grado di fosforilare i gruppi ossidrilici della geneticina sopprimendo l'effetto della sostanza. In generale per batteri e alghe sono utilizzate concentrazioni di 5 mg/l o inferiori, mentre per le cellule di mammifero sono utilizzate concentrazioni di circa 400 mg/l  per la selezione e 200 mg/l per il mantenimento. Tuttavia, la concentrazione ottimale per la selezione di cloni resistenti dipende dalla linea cellulare utilizzata nonché dal plasmide che porta il gene di resistenza, è pertanto necessario definire una curva dose-mortalità per determinare la migliore condizione per ogni sistema sperimentale.